# Скокко, Игнасио
Игнасио Мартин Скокко (исп. Ignacio Martín Scocco; родился 29 мая 1985 года в Санта-Фе, Аргентина) — аргентинский футболист, полузащитник.

## Клубная карьера
Скокко — воспитанник футбольной академии клуба «Ньюэллс Олд Бойз». В 2003 году в возрасте 19 лет он дебютировал в аргентинской Примере в матче против «Сан-Лоренсо». В 2004 году он вместе играя бок о бок с такими футболистами, как Фернандо Беллуски и Ариэль Ортега он помог команде выиграть Апертуру 2004. За три сезона в стане «бойз» Игнасио забил 16 мячей в 76 встречах.
Летом 2006 года Скокко перешёл в мексиканский УНАМ Пумас. Сумма трансфера составила 3,5 млн долларов. В матче против «Хагуарес Чьяпас» он дебютировал в мексиканской Примере. В поединке против «Веракрус» Скокко забил свой первый мяч за новый клуб. Во встрече с «Керетаро» он сделал хет-трик.
18 июня 2008 года Игнасио подписал трёхлетний контракт с греческим клубом АЕК. Сумма трансфера составила 1,5 млн долларов. Позже в интервью Скокко признался, что играть в Европе — это его мечта. В АЕКе он стал четвёртым аргентинским футболистом, после Себастьяна Сахи, Исмаэля Бланко и Кристиана Насути.
Удачное выступление Скокко в греческой лиге привлекло внимание итальянских «Фиорентины», «Удинезе» и «Дженоа». 6 января 2010 года в матче против «Олимпиакоса» Игнасио забил два гола и помог своей команде одержать победу. Один из мячей в этом противостоянии он забил ударом с 40 метров, впоследствии он был признан лучшим голом сезона, также Скокко был признан Игроком матча. В сентябре он забил два гола в противостоянии Лиги Европы против «Хайдука». В сезоне 2010/2011 Игнасио помог «АЕКу» выиграть Кубок Греции.
Летом 2011 года Скокко подписал контракт с клубом «Аль-Айн» из ОАЭ. Сумма трансфера составила 2,8 млн евро. 21 октября в матче против «Аль-Вахда» он дебютировал в чемпионате ОАЭ. 13 декабря в поединке против «Аль-Ахли» Скокко забил свой первый гол за новый клуб. Летом 2012 года Игнасио покинул команду, из-за сложностей с адаптацией в мусульманскому укладу жизни своей семьи и вернулся в родной «Ньюэллс Олд Бойз».
Возвращение в родной клуб получилось триумфальным. Скокко стал лучшим бомбардиром аргентинской Примеры, вновь стал чемпионом и получил приглашение в сборную Аргентины. В розыгрыше Кубка Либертадорес 2013 он забил четыре гола в пяти матчах, поразив ворота «Универсидад де Чили», «Олимпии» и дважды «Депортиво Лара».
В 2013—2014 годах Скокко без особого успеха выступал в бразильском «Интернасьонале» и английском «Сандерленде», после чего вновь вернулся в НОБ. В 2014—2017 годах Начо в различных турнирах забил 33 гола за родную команду, выйдя на седьмое место в списке лучших бомбардиров «лепросос» за всю историю.
28 июня 2017 года Скокко перешёл в «Ривер Плейт» за 3 млн долларов США. 28 августа в матче против «Темперлея» он дебютировал за новую команду. В этом же поединке Игнасио забил свой первый гол за клуб. В ответном матче 1/4 финала Кубка Либертадорес 2017 Скокко забил пять голов в ворота боливийского «Хорхе Вильстерманна». В том же году он стал обладателем Кубка Аргентины, отметившись забитым мячом в финале.

## Международная карьера
27 июля 2004 года в матче против молодёжной сборной Колумбии Скокко дебютировал за молодёжную команду Аргентины. За молодёжную национальную команду он провёл 12 матчей и забил три мяча.
22 ноября 2012 года в товарищеском матче против сборной Бразилии Игнасио дебютировал за сборную Аргентины. В этом поединке он забил два гола и помог национальной команде одержать победу.

### Голы за сборную Аргентины
| #   | Дата           | Место                              | Противник | Счёт | Результат | Соревнование      |
| --- | -------------- | ---------------------------------- | --------- | ---- | --------- | ----------------- |
| 01. | 22 ноября 2012 | Бомбонера, Буэнос-Айрес, Аргентина | Бразилия  | 1:1  | 2:1       | Товарищеский матч |
| 02. | 22 ноября 2012 | Бомбонера, Буэнос-Айрес, Аргентина | Бразилия  | 2:1  | 2:1       | Товарищеский матч |

## Достижения
Командные
 «Ньюэллс Олд Бойз»
- Чемпионат Аргентины по футболу — Апертура 2004
- Чемпионат Аргентины по футболу — Финаль 2013

 АЕК (Афины)
- Обладатель Кубка Греции — 2010/11

 «Аль-Айн»
- Чемпионат ОАЭ по футболу — 2011/12

 «Ривер Плейт»
- Обладатель Кубка Аргентины (1): 2016/17
- Обладатель Суперкубка Аргентины (1): 2018
- Обладатель Кубка Либертадорес (1): 2018
- Финалист Кубка Либертадорес (1): 2019

Индивидуальные
- Лучший бомбардир аргентинской Примеры (11 мячей) — Финаль 2013

## Личная жизнь
Скокко женат на Алехандре Торренс и у них есть сын Лаутаро. Своим лучшим другом Игнасио считает своего бывшего партнёра по «Ньюэллс Олд Бойз» Фернандо Беллуски.